# Zuckerraffinerie Braunschweig

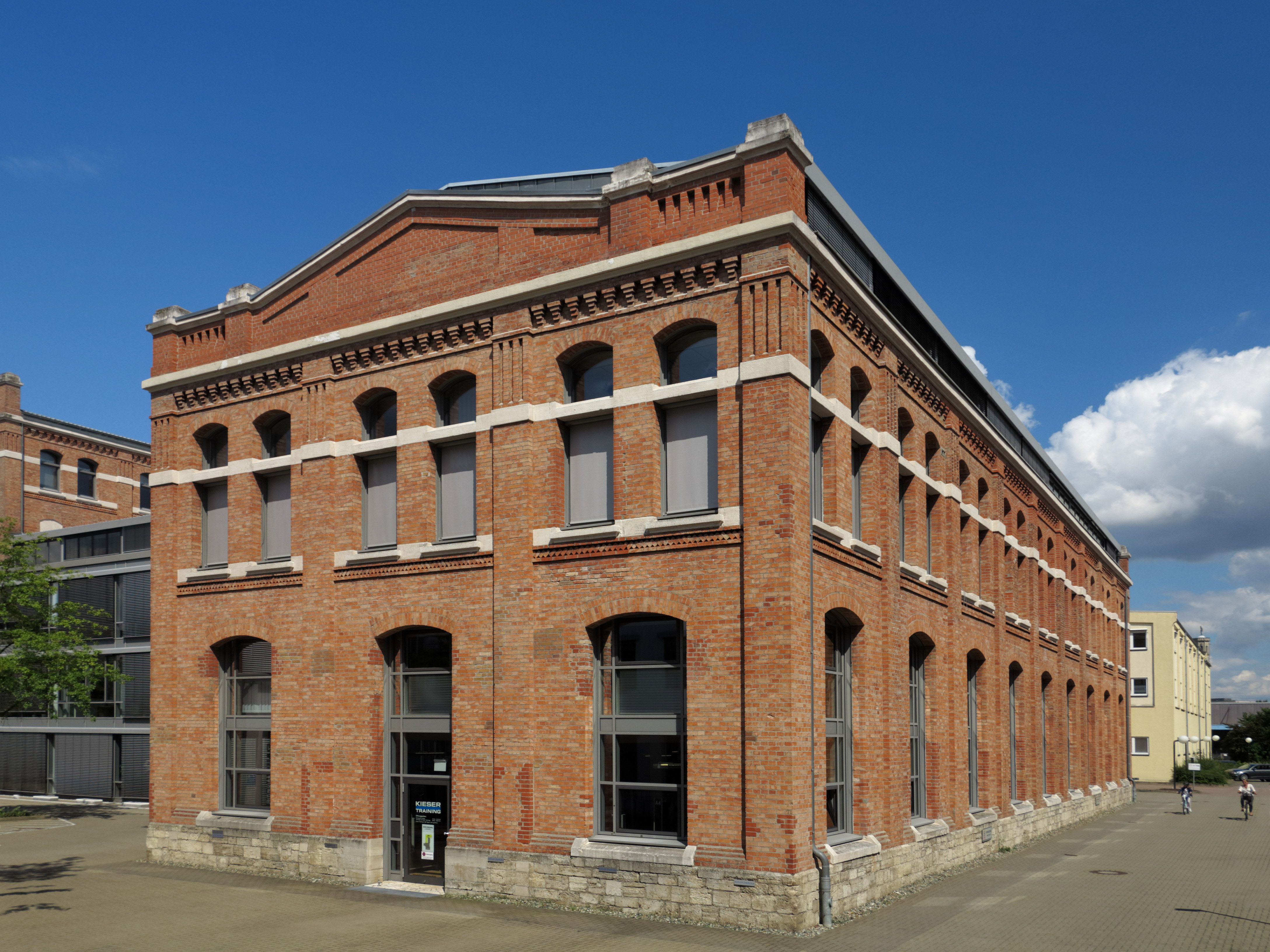
Restaurierter Gebäudeteil der Raffinerie

Die ehemalige Zuckerraffinerie an der Frankfurter Straße in Braunschweig ist ein Industriedenkmal im Backsteinstil aus dem frühen 20. Jahrhundert. Sie ist seit 1996 Teil des Kultur- und Wirtschaftszentrums Artmax und wird heute gastronomisch und kommerziell genutzt.

## Geschichte

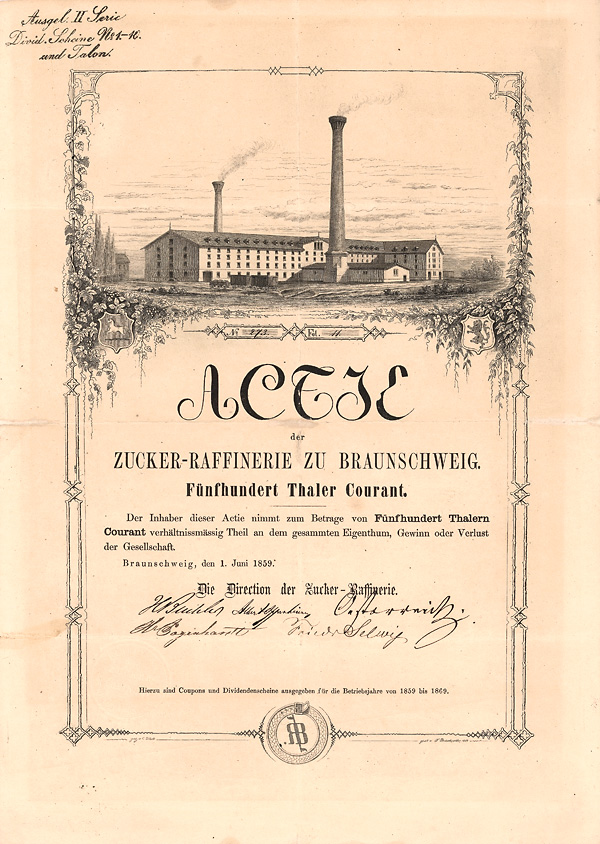
Aktie der ursprünglichen Zuckerraffinerie

Ab 1858 wurden in Braunschweig und seinem Umland mehrere Zuckerfabriken gegründet. 1858 entstand unter der Beteiligung der Unternehmer Hermann Buchler und Friedrich Seele die Raffinerie an der Frankfurter Straße. Constantin Uhde war als Bauführer an der Errichtung des Gebäudes beteiligt und übernahm die Gestaltung der Aktienurkunde.
Die Fabrik brannte im September 1900 aus. Die Architekten Rasche & Kratzsch errichteten daraufhin die heutige Fabrikhalle im Backsteinstil. Die Produktion wurde 1902 wieder aufgenommen und anschließend die Kapazität erweitert. 1927 konnte noch ein Bankrott der Raffinerie vermieden werden, jedoch wurde der Betrieb 1939 endgültig eingestellt und die Maschinen ausgebaut und verkauft.
Im Zweiten Weltkrieg wurden die Hallen von den Luther-Werken für die Produktion von Rüstungsgütern genutzt und sowjetische Zwangsarbeiter untergebracht. Nach leichten Beschädigungen im Krieg wurde das Gebäude als Lagerhalle genutzt. Schließlich wurde das Gelände an die Braunschweiger Metallverpackungsgesellschaft verkauft, die eine Erweiterung plante.
Die Halle war bereits für den Abriss vorgesehen, als man sie am 24. September 1986 unter Denkmalschutz stellte und somit rettete. Die Stadt Braunschweig entwickelte ein Konzept zur Umsiedlung der Metallverpackungsgesellschaft in die Nähe des Braunschweiger Hafens, um eine Umweltbelastung im Stadtinneren zu vermeiden. Somit wurde die Möglichkeit für eine neue Nutzung des Areals geschaffen. In den 1990er Jahren begann die Stadt Gespräche mit der Hochschule für Bildende Künste Braunschweig um eine Konzeption für das Gelände zu erarbeiten. Mitte der 1990er Jahre verwarfen die Stadt und die Kunsthochschule die weitere Realisierung des geplanten Kunst- und Designzentrums.
Im Jahr 1996 übernahm der Unternehmer Stephan Körber die Fabrikhalle und es begann auf privatem Wege die Umgestaltung zum Artmax. 1999 begann die Sanierung der Halle, das ursprüngliche Backsteingebäude wurde um moderne Gebäudeteile ergänzt. 2002 wurden die Arbeiten abgeschlossen. Am 12. August 2002 wurde die restaurierte und erweiterte Zuckerraffinerie offiziell eröffnet.